# 波爾塞韋拉河
44°24′27″N 8°52′30″E / 44.40750°N 8.87500°E

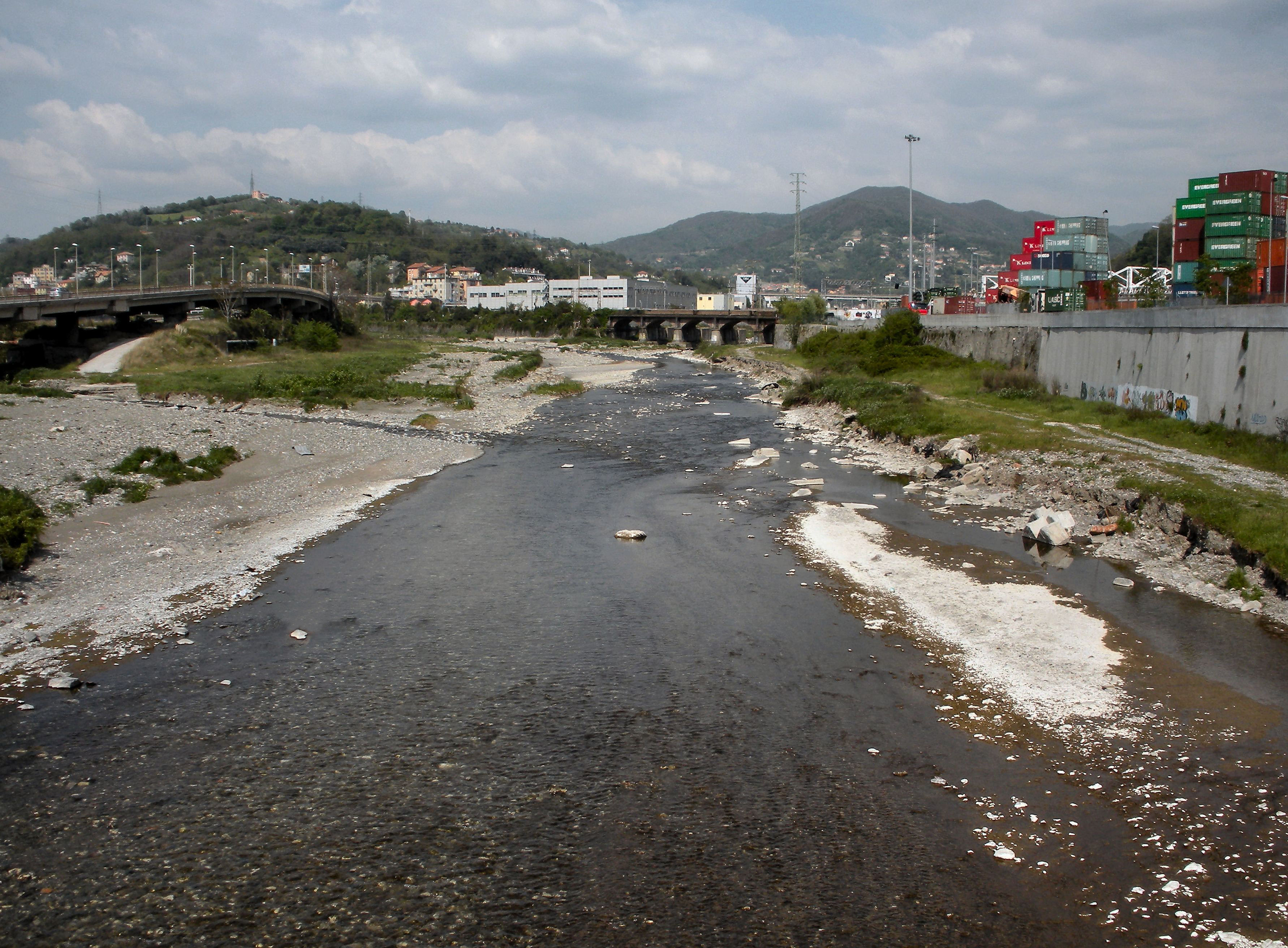

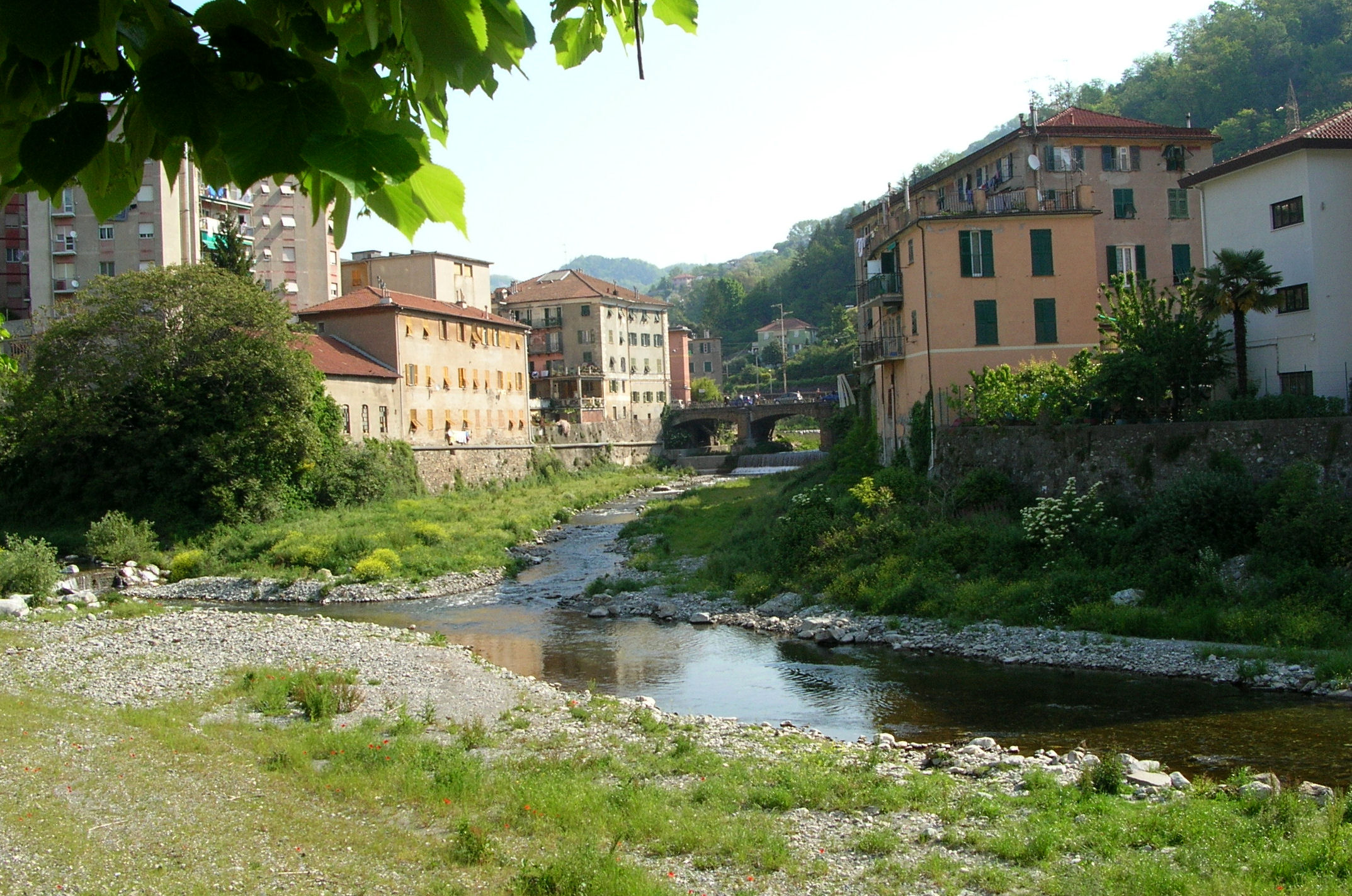

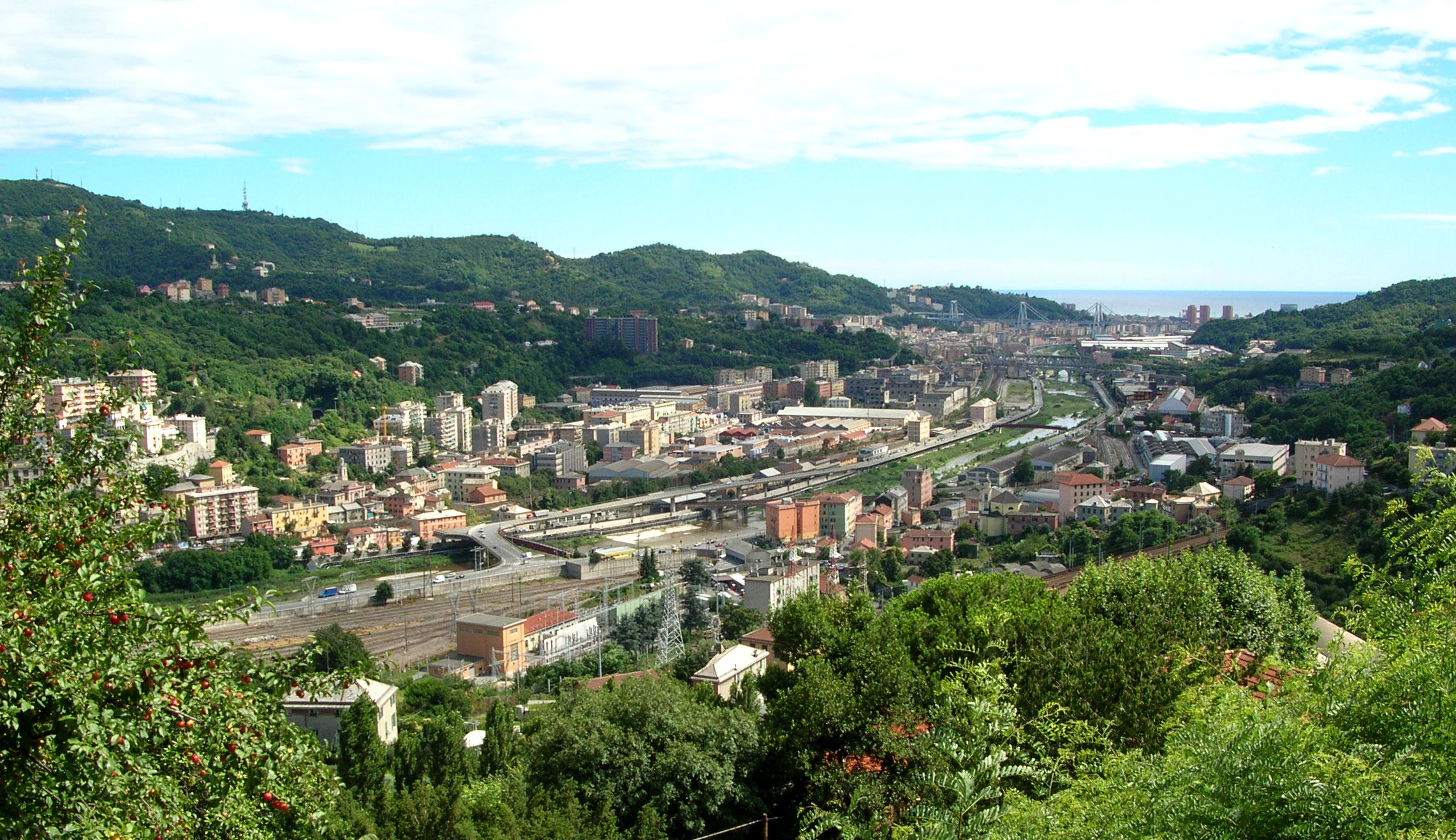

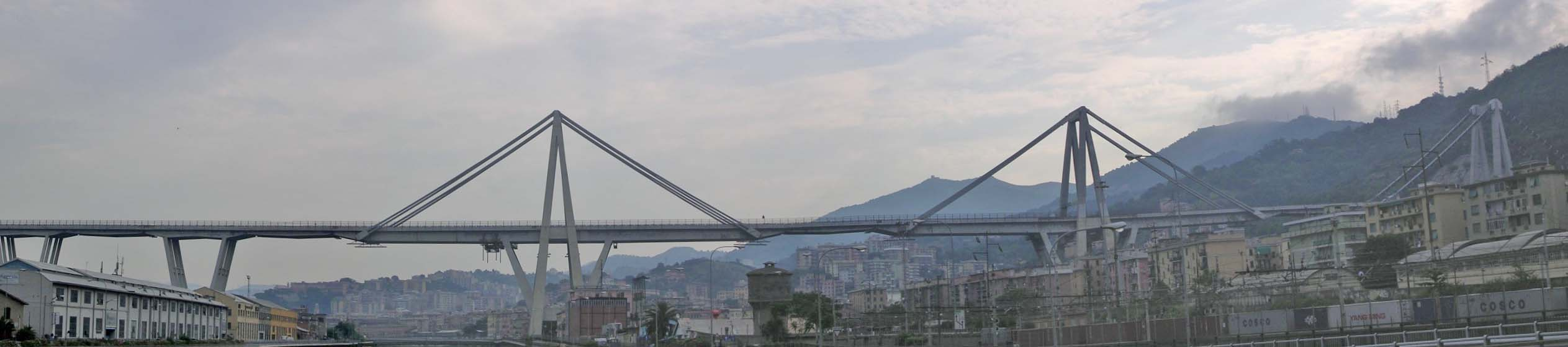

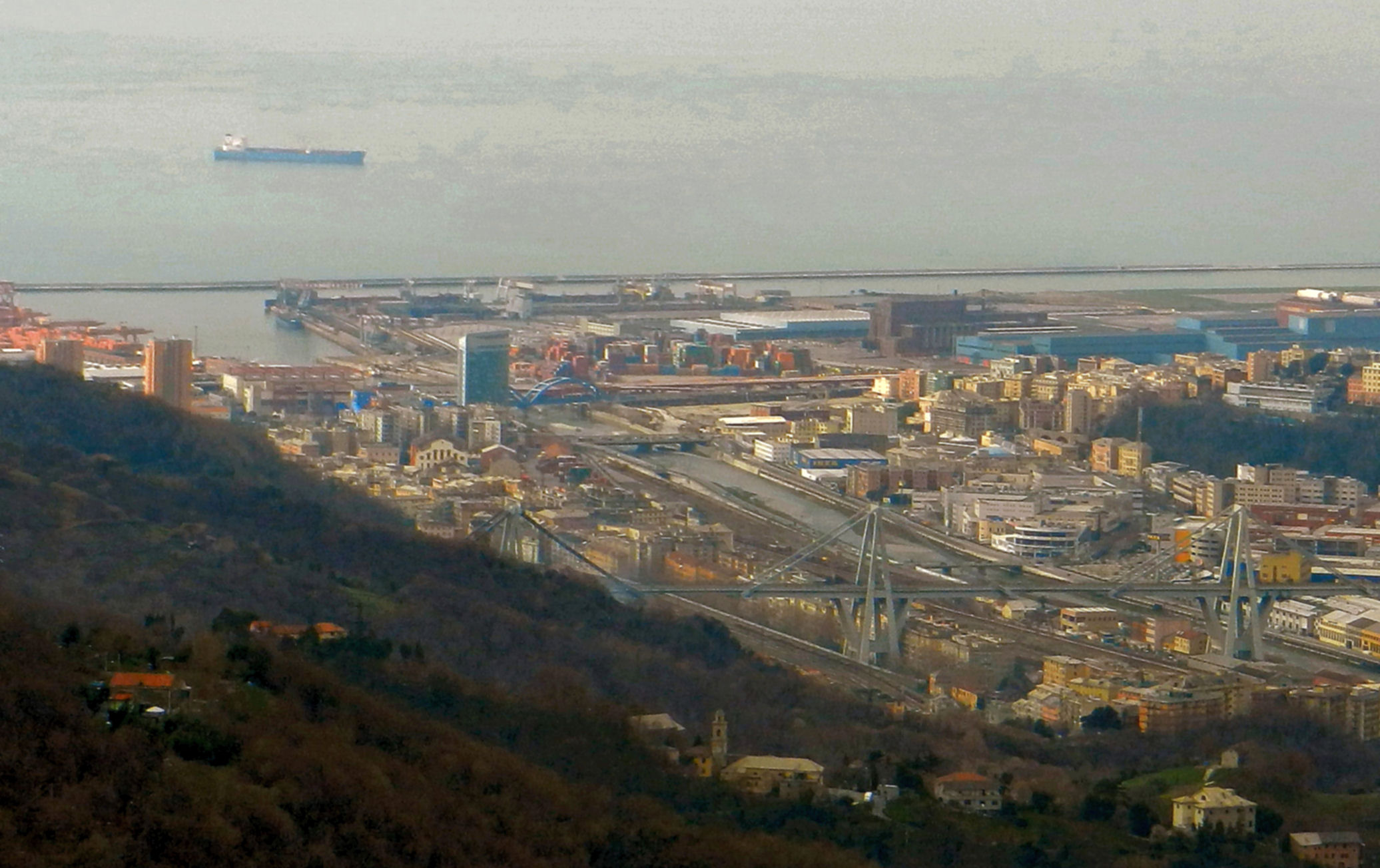

波爾塞韋拉河是意大利的河流，位於該國西北部利古里亞大區，河道全長19公里，流域面積140平方公里，發源自萊科山，最終注入利古里亞海。